# Football Club Trollhättan
Maillots
Le FC Trollhättan est un club suédois de football basé dans la ville de Trollhättan en Suède, et fondé en 2001.

## Histoire
Terminant premier à l'issue de la saison 2008 de Division 1 Södra, le FC Trollhättan joue sa première saison de Superettan en 2009 et se maintient à l'issue de la saison en terminant 13e du classement et jouant les matchs de barrage qui lui permettent de se maintenir. Le club est toutefois relégué la saison suivante.

## Palmarès
- Champion de Division 1 Södra
  - 2008